# Jums
El jums (en árabe: خمس‎) es un impuesto islámico obligatorio que los musulmanes creen. La palabra jums significa "un quinto".
Ya se ha puesto por la distribución equitativa de riqueza del gobierno islámico entre la gente.

## Concepto
El jums es un impuesto del 20 % (1/5) del beneficio excedente que gana la persona anualmente. Al final de cada año financiero de la persona, esta debe pagar el 20 % de todas sus ganancias después de restar los gastos del hogar y comerciales.

## Jumsen el Corán
La palabra jums, solo una vez se ha mencionado en el sagrado Corán: en la Sûra Al-Anfâl, Aleya 41:
«Y sabed que de todo botín que obtengáis, la quinta parte pertenece a Dios, al Mensajero, a sus parientes, a los huérfanos, a los menesterosos y al viajero (que se ha quedado sin recursos), si es que creéis en Dios y en lo que revelamos a nuestro Siervo (Muhámmad)». Corán, 8:41

## Pensamiento sunita
Los sunitas generalmente creen que este versículo solo se refiere a lo que los musulmanes obtienen cuando ganan una guerra (es decir, el botín) que en árabe es غنیمت = ganīmat.
Los fuqahâ’ (los científicos religiosos) sunníes están de acuerdo en que las ganancias de la guerra se dividen entre los combatientes a excepción del jums o quinto del botín.
En algunas narraciones se menciona que el Noble Profeta prescribió el jums sobre cualquier tipo de ganancia. Es así que cuando se presentó ante él una comitiva del clan de ‘Abdul Qais y le dijeron: “Entre tú y nosotros se encuentran los idólatras, y nosotros no podemos venir a verte sino en los meses sagrados. Así pues, ordénanos una serie de asuntos por medio de los cuales ingresemos al Paraíso si actuamos sobre la base de ellos, y exhortemos con los mismos a quienes se encuentran tras nuestro”.
El Profeta respondió: “Os ordeno cuatro cosas y os prohíbo otras cuatro: Testimoniar que no hay divinidad más que Dios, realizar la oración, dar el zakat, y dar el quinto de lo ganado en el botín…”.

## Pensamiento chiita
Desde el punto de vista chiita, غنیمت = ganīmat significa, lo que queda del capital y dinero y cualquier cosa que se usa.
Además, dar el jums es obligatorio para todos los musulmanes.
Según  la jurisprudencia chiita, la mitad del jums pertenece al duodécimo Imam, el miembro remanente de la Familia del Profeta y su sucesor; y la otra mitad a los descendientes (“Seîied”) pobres de la familia Hashemi. El jums debe ser gastado bajo la supervisión de una autoridad religiosa chiita (Marŷa‘ Taqlîd), es decir, el jurisconsulto religioso que uno sigue en los asuntos de la práctica religiosa. Esto es para asegurarse que es gastado de una manera que complazca al Imam Mahdî. La parte que pertenece al Imam generalmente es invertida en seminarios islámicos y otros proyectos educacionales como la publicación de libros provechosos o la construcción de mezquitas y escuelas.
A Imam Reza, el octavo Imam de los chiitas, le preguntaron por sobre el jums, y éste respondió:
“El jums es obligatorio en cada cosa que tenga lucro para la gente, de poco o mucho.”

### Tipos de bienes que tienenjums
Según la creencia chiita, 7 cosas tienen jums y deberían pagar el quinto de cada una de estas.
1. Lucro (excedente de rendimientos del trabajo y/o beneficios comerciales).
2. Minerales explotados en un estado islámico.
3. Tesoros encontrados.
4. Riqueza lícita (halal) mezclada con riqueza ilícita (haram).
5. Joyas extraídas del mar (perlas, gemas).
6. Botín (lo que se gana por guerra).
7. La tierra que un musulmán vende y las Gentes del Libro sometidas (dimmis, como cristianos, judíos, zoroastrianos, etc…) la compran.

### El uso deljums
Desde el punto de vista chiita el jums (quinto) debe dividirse en dos partes:
1. Una parte pertenece a los descendientes del Profeta. Aquel de ellos que reciba el jums, deberá darle esta parte a los descendientes (Saiedes) necesitados, huérfanos a los que son viajeros y se han quedado sin dinero, aunque no sean pobres.
2. La otra parte le pertenece al Imam Infalible. En nuestra época, se le debe entregar al muytahid más sabio o bien gastarla en otras necesidades, siempre que haya la autorización del muytahid más sabio.[6]